# Novela visual

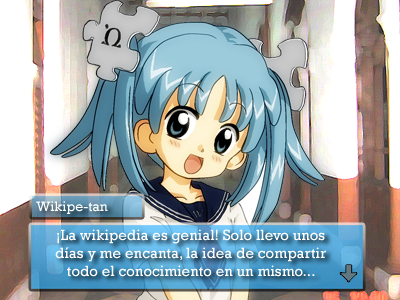
Recreación de una escena típica de las novelas visuales con el personaje Wikipe-tan.

Una novela visual (en inglés visual novel), también conocida como novela sonora (sound novel), es una forma de ficción semi-interactiva digital. Las novelas visuales a menudo se asocian y se usan en videojuegos, pero no siempre se etiquetan como tales. Está particularmente centrado en una historia o que contiene en sus escritos una narración similar a la de una novela; se caracteriza principalmente por la presencia de historias complejas, la existencia de escenarios y personajes estáticos, usualmente con características artísticas de anime − aunque en la actualidad algunas novelas visuales tienden a incluir una pequeña animación, pequeñas escenas de vídeo (tanto anime como acción real) e incluso puede presentar efectos de sonido y actuación de voz para cada personaje− y la posibilidad de finales alternativos.
Se dividen en dos categorías diferentes: el VN (Visual Novel) propiamente dicho, que contiene poco o ningún juego aparte de la toma de decisiones, y el juego ADV (Aventura), que contiene desafíos u otras formas de juego.

## Jugabilidad

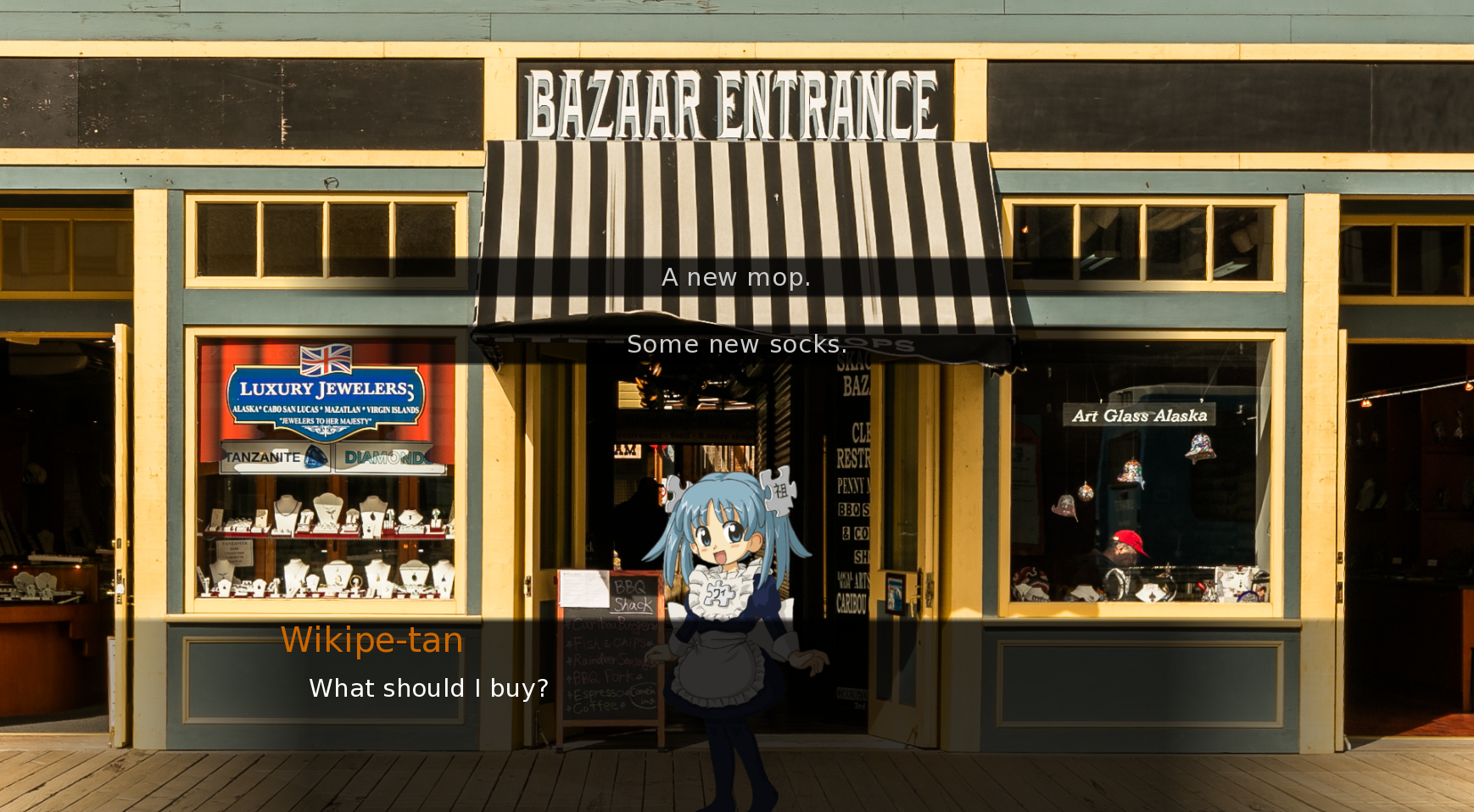
La imagen muestra las múltiples decisiones en una novela visual ficticia.

Las novelas visuales se diferencian de otros tipos de juegos ya que tienden a enfocarse más hacia la trama y a la caracterización, en lugar de centrarse en las escenas de acción y ficción interactiva. El nivel de juego puede variar, lo que dificulta la definición del mismo. En el extremo más alejado de la escala de videojuegos, tenemos juegos que se adhieren más al modelo de juego de aventuras, las novelas cinéticas (que responde a novelas visuales completamente desprovistas de interacción) y las novelas visuales lineales. Sin embargo, la mayoría tienden a centrarse en diagramas no lineales de ramificación de historias con múltiples finales y, a menudo, un sistema de elección y consecuencia, siendo este el rasgo más característico y apreciado de la novela visual.
La gran variedad de finales crea realidades paralelas donde los personajes pueden sufrir diversos destinos. De allí derivan los llamados good ending (el mejor final posible) y bad ending (el peor de todos), aunque en el medio puede haber tantos como el creador considere necesarios, ejemplo de esto son los 85 finales posibles en 428: Shibuya Scramble.
Este estilo de juego ha sido comparado con las novelas Elige tu propia aventura. Sin embargo, a diferencia de la mayoría de estos libros, por lo general se dividen en historias distintas desde el principio y pueden tener muchos más puntos de elección, A su vez los personajes en una novela visual pueden tener sus propias intenciones y motivaciones, mismas que delimitaran si serán aliados o enemigos del protagonista, tanto voluntaria como involuntariamente; así como el jugador reaccione ante las decisiones o diálogos de los demás personajes, estos a su vez pueden tener decisiones o reacciones sorpresivas ante lo que haga el jugador.

## Contenido y género
Muchas novelas visuales son simuladores de citas, pero también hay de ciencia ficción, de fantasía o terror. Entre los géneros principales se encuentran:
- Novela cinética: Responde en gran parte a la construcción general de una novela visual, sin embargo, esta no cuenta con la opción de elecciones, volviéndola así la más cercana al formato de una novela tradicional.[7]

- Eroge: Fue el género precursor de la novela visual en los años 80.[4] Eroge responde a la abreviatura para erotic game (juego erótico) misma que se caracteriza por contener cualquier contenido catalogado como NSFW (not safe for work), término caracterizado por englobar contenido asociado principalmente con desnudos intensos, relaciones sexuales, blasfemias y otras cosas que a menudo se pueden vincular con la pornografía.[8]

- Nukige: Se centra en el contenido erótico puramente pornográfico; la existencia de la trama es prácticamente nula y, en caso de existir, sirve únicamente como transición entre una escena sexual y otra.[9]

- Dating Sim: Técnicamente este refiere a los juegos de simulación de citas. Sin embargo, el término es usado, mayoritariamente por los hablantes de inglés, para describir cualquier juego dirigido al romance, independientemente de la mecánica del juego utilizada.[7]

- Nakige: Catalogado también como tragedia o tragicomedia, se trata de un estilo de juego enfocado exclusivamente en producir una catarsis emocional en el jugador, utilizado en un comienzo como estructura para el género eroge.[10][7]

- Utsugue: considerado como "juego deprimente o melancólico" su objetivo es hacer llorar al jugador mismo que es guiado a través de una historia dramática. La muerte, los problemas mentales, la soledad y el rechazo surgen como temas centrales, a su vez, es muy común que en algún punto se sufra una deconstrucción.[11]

- Higurashi: Se caracteriza principalmente porque el sonido es más importante que las imágenes; dicho enfoque en el sonido es el que sustenta la atmósfera que prevalecerá en toda la novela.[7]

- Otome: Traducido literalmente como "juego de doncella" este término designa cualquier juego romántico que involucre a una protagonista femenina.[7]

- Harem: Se caracteriza por tener un protagonista, generalmente masculino rodeado por tres o más miembros del sexo opuesto que generalmente son intereses amorosos.[7]

- Boy’s Love game: Traducido literalmente como "juego romántico entre chicos" este término designa cualquier juego que involucre a un protagonista masculino que establezca una relación de carácter homosexual. "Juego BL" o "Yaoi" son términos también usados para describir estos juegos.[7]

## Desarrollo
Se trata de videojuegos catalogados como indies en occidente debido a ser una creación de un pequeño grupo de personas para un nicho específico. En su elaboración la redacción del guion y los diálogos de los personajes es lo más difícil.
Entre las desarrolladoras más destacadas se encuentran AliceSoft, Key/Visual Arts, Type-Moon, Nitro+ y 07th Expansion.
Muchas de las novelas visuales producidas en occidente se desarrollan en programas como Ren'Py, Game Maker, Visual Novel Maker, entre otros.

## La novela visual en el mundo occidental
A pesar de que la novela visual constituye una parte importante de la cultura japonesa moderna, aproximadamente el 70% del mercado de gaming para pc, sus orígenes se remontan a las aventuras de texto estadounidenses, las cuales consistían en historias de ficción interactivas, donde el usuario debía leer en pantalla una historia similar a la de cualquier libro, pero que en determinadas situaciones requería la toma de decisiones.
No fue sino hasta 1983 que este término se extendió a Japón gracias a la obra de Yūji Horii The Portopia Serial murder case, un intento de introducir los juegos de aventuras estadounidenses al público japonés, mismo que lo explotó hasta su máximo esplendor.
A pesar de que la mayor parte de las novelas visuales están dirigidas a un público japonés, y por ende no cuentan con un lanzamiento fuera del territorio nipón, obras como Hotel Dusk: Room 215, Jake Hunter, Zero Escape, Ace Attorney y Danganronpa se popularizaron de manera internacional, lo cual dio hincapié a un número pequeño, pero creciente, de novelas visuales en inglés, generalmente creadas por desarrolladores independientes y no distribuidas a través de los canales principales.
En los últimos años también se han desarrollado en Occidente algunos juegos de aventura con influencia de las novelas visuales, ejemplos de estos serían: Dear Esther, The Stanley Parable, Heavy Rain y The Walking Dead; muchos de estos han sido catalogados como juegos narrativos ambientales.